# Huntleya vargasii
Huntleya vargasii är en orkidéart som beskrevs av Dodson och David Edward Bennett. Huntleya vargasii ingår i släktet Huntleya och familjen orkidéer.
Artens utbredningsområde är Peru. Inga underarter finns listade i Catalogue of Life.